# حمله ژوئن ۲۰۱۷ کویته
حمله ژوئن ۲۰۱۷ کویته پاکستان روز جمعه ۲ تیر ۱۳۹۶ لااقل ۱۱ نفر کشته و ۲۰ نفر زخمی برجای گذاشت. این انفجار انتحاری در مقابل ادارهُ مرکز پلیس کویته اتفاق افتاد، در میان کشته شدگان ۴ پلیس نیز دیده می‌شود. به گفتهُ سخنگوی فرماندار ایالت بلوچستان پاکستان فرد مهاجم تصمیم داشته که خودرو انفجاری را به ساختمان اصلی بکوبد ولی در همان ورودی و ایستگاه کنترل متوقف شده و انفجار صورت گرفته‌است.

## عاملین حمله
حمله تروریستی در شهر کویته مقابل اداره پلیس را یک گروه منشعب شده از طالبان قبول کرده‌است.

## حملات مرتبط
در دو انفجار دیگر در همین روز جمعه ۲ تیر ۱۳۹۶ در شهر شیعه‌نشین پاراچنار ۶۷ نفر کشته شدند و به این ترتیب در مجموع در سه انفجار در یک روز ۸۵ نفر کشته شده‌اند، حال تعدادی از قربانیان همچنان وخیم است. مسئولیت این دو انفجار را یک گروه افراطی به نام لشکر جنگی قبول کرده‌است.

## موضعگیریها
این حمله تروریستی توسط نوار شریف نخست‌وزیر پاکستان محکوم شده و گفت: تروریستها با اینگونه جنایات که دستشان به خون انسان‌های بیگناه آلوده‌است نمی‌توانند اسلام‌آباد را از مبارزه با تروریسم منصرف کنند. گروه‌ها و احزاب دیگری مانند حزب مردم، مجلس وحدت مسلمین، حزب تحریک انصاف و جماعت اسلامی نیز این حملهُ تروریستی را محکوم کرده‌اند.
هیچ گروه یا سازمانی این حملهُ تروریستی را به عهده نگرفته‌است.